# Rimator
A Rimator  a madarak osztályának verébalakúak (Passeriformes) rendjébe és a Pellorneidae családjába  tartozó nem.

## Rendszerezésük
A nemet Edward Blyth írta le 1847-ben, az alábbi 3 vagy 5 faj tartozik ide:
- hosszúcsőrű ökörszembujkáló (Rimator malacoptilus)
- Rimator pasquieri
- Rimator albostriatus
- Rimator naungmungensis vagy Jabouilleia naungmungensis
- Rimator danjoui vagy Jabouilleia danjoui

## Előfordulásuk
Dél- és Délkelet-Ázsiában honosak. A természetes élőhelyük az erdők és cserjések. Állandó, nem vonuló fajok.

## Megjelenésük
Átlagos testhossza 11-13 centiméter közötti.